# 代克斯爾富特巴赫河

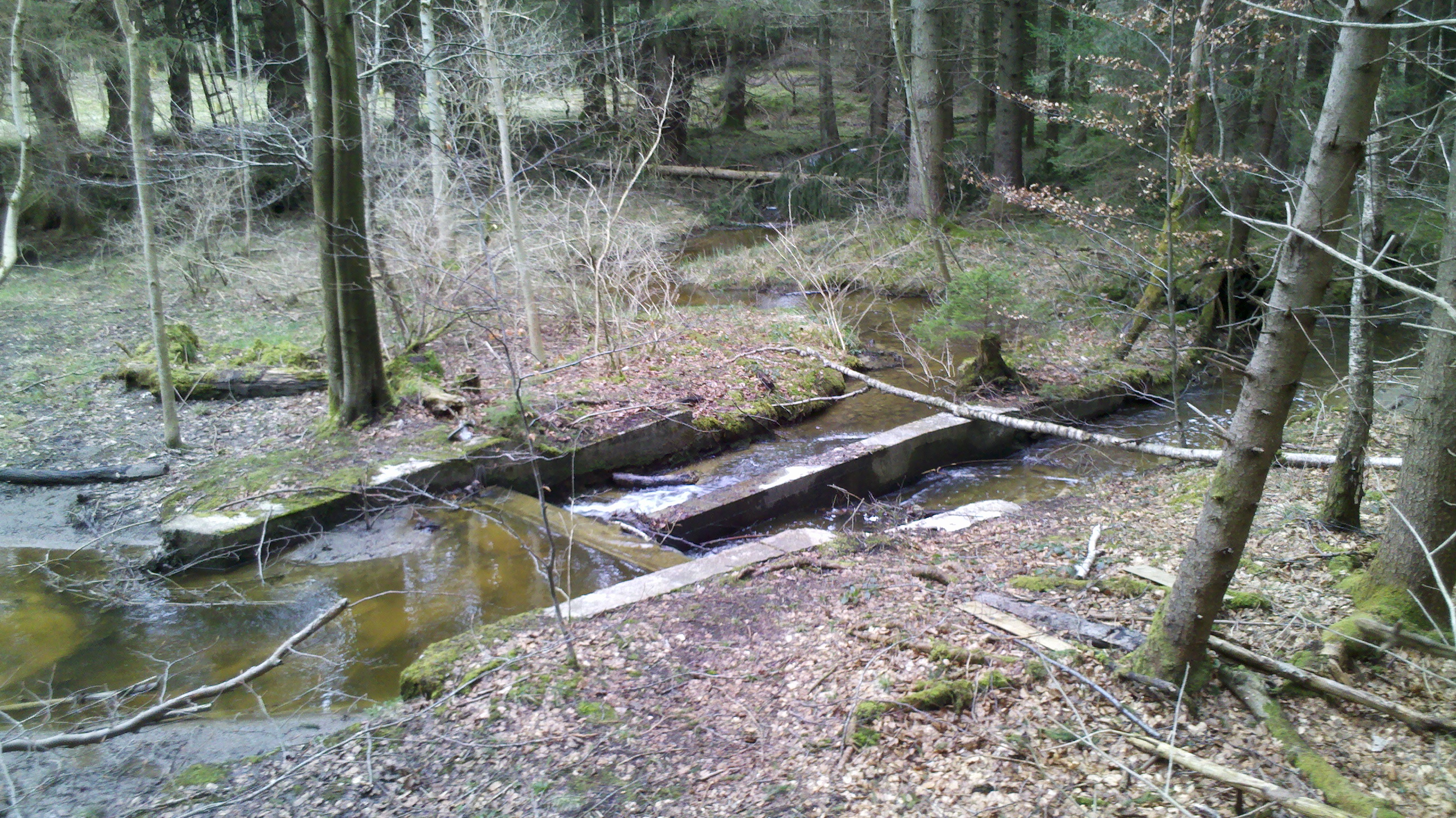

47°57′13″N 11°16′00″E / 47.95369°N 11.26670°E
代克斯爾富特巴赫河（德語：Deixlfurter Bach），是德國的河流，位於該國東南部，由巴伐利亞負責管轄，該河流屬於邁辛巴赫河的支流，河道全長3.7公里。